# Élections générales néo-écossaises de 1981
L'élection générale néo-écossaise de 1981 se déroule le 6 octobre 1981 afin d'élire les députés de l'Assemblée législative de la Nouvelle-Écosse. Il s'agit de la 30e élection générale dans la province de Nouvelle-Écosse depuis la confédération de 1867 et la 53e depuis la création de l'Assemblée législative en 1758.

## Résultats
| Parti                               | Parti                      | Chef            | Sièges | Sièges | Sièges  | Voix    | Voix    | Voix    |
| ----------------------------------- | -------------------------- | --------------- | ------ | ------ | ------- | ------- | ------- | ------- |
| Parti                               | Parti                      | Chef            | 1978   | Élus   | % Diff. | #       | %       | % Diff. |
|                                     | Progressiste-conservateur  | John Buchanan   | 31     | 37     | +19,4 % | 200 228 | 47,55 % |         |
|                                     | Libéral                    | Sandy Cameron   | 17     | 13     | -23,5 % | 139 604 | 33,15 % |         |
|                                     | Nouveau Parti démocratique | Alexa McDonough | 4      | 1      | -75 %   | 76 289  | 18,12 % |         |
|                                     | Indépendant                | Indépendant     | -      | 1      |         | 5 002   | 1,19 %  |         |
| Total                               | Total                      | Total           | 52     | 52     | -       | 421 123 | 100 %   |         |
| Source : (en) Elections Nova Scotia |                            |                 |        |        |         |         |         |         |